# Casalgordo
Casalgordo es una localidad y pedanía perteneciente a Sonseca, provincia de Toledo, Castilla-La Mancha, España. Cuenta con 14 habitantes (INE 2023).

## Descripción
Esta localidad forma parte de la comarca tradicional de La Sisla y, aunque fue un municipio independiente durante el siglo XIX, fue anexionada a Sonseca a finales del mismo siglo, pasando a denominarse "Sonseca con Casalgordo" hasta bien entrado el siglo XX.
Situada a unos 4 km de Sonseca y a 3 km de Arisgotas, Casalgordo se encuentra a una altitud de 763 metros sobre el nivel del mar, en las proximidades del arroyo de Casalgordo. 
Desde tiempos del reinado de Teudis (531-548), los visigodos se establecieron sobre los asentamientos hispanorromanos de la región, destacando en la época dos poblados: Guadamur al norte y Arisgotas y Casalgordo al sur. Este legado visigodo es palpable en las ruinas de San Pedro de la Mata.
Además, la localidad forma parte del Camino de Santiago Manchego, que atraviesa la región desde Ciudad Real.

## Historia
Aparece descrita en el sexto tomo del Diccionario geográfico-estadístico-histórico de España y sus posesiones de Ultramar de Pascual Madoz de la siguiente manera:

CASALGORDO: l. agregado al ayunt. de Arisgotas, en la prov. y dióc. de Toledo (4 leg.), part. jud. de Orgaz (1), aud. terr. de Madrid (16), c. g. de Castilla la Nueva: SIT, en una llanura 1/4 leg. de su matriz, es de CLIMA templado y se padecen tercianas: tiene 5 CASAS entre las cuales es notable la del curato; igl. parr. dedicada á la Asuncion de Ntra. Sra., curato de primer ascenso y provision ordinaria; la torre es muy elevada, y de piedra silleria: hubo 2 ermitas; de la llamada de San Ildefonso no hay ni cimientos; la otra titulada de San Pedro, está convertida en una casa de labor al pie de las sierras. Confina el TÉRM. por N. con Sonseca; E. Arisgotas; S. Marjaliza; O. Mazarambroz; á dist. de 1/4 leg. próximamente por todos los puntos, con muchas peñas ó canteras, un monte llamado la Dehesilla, que ya no tiene arbolado, y la quinteria referida de San Pedro: hay al S. unas sierras que pertenecen al comun y en ellas nace un arroyo que pasa junto al pueblo: el TERRENO es de buena calidad: los CAMINOS vecinales: el CORREO se recibe en Toledo por el baligero de Sonseca. PROD. toda clase de cereales, mucho vino y algun aceite; se mantiene ganado vacuno y lanar; se cria caza menor y muy pequeños peces en el arroyo. POBL.: 4 vec., 14 alm. CAP. PROD. 314,190 rs. IMP.: 7,854. CONTR.: segun el cálculo general de la prov. 74'48 por 100. Este pueblo ha formado siempre ayunt. separado; pero por la última ley de 1845, se ha unido al de Arisgotas; su parr. fué matriz de este último pueblo, y hasta la supresion del diezmo tuvo parte el cura de Casalgordo en los de Arisgotas.
(Madoz, 1849, pp. 37)